# Christian II. von Weisenau
Christian II. von Weisenau (* 1179; † 1253 in Paris) war von 1249 bis 1251 Erzbischof von Mainz.
Christian von Weisenau (auch: Christian von Bolanden) war der Kandidat, für den sich das Mainzer Domkapitel entschied, nach dem sowohl Papst Innozenz IV. als auch Gegenkönig Wilhelm von Holland den eigentlichen Wunsch des Domkapitels abgelehnt hatten, den Kölner Erzbischof Konrad von Hochstaden auch zum Erzbischof von Mainz zu machen. Der Papst wünschte sich daher den Speyerer Bischof Heinrich von Leiningen als neuen Erzbischof, aber die Kapitulare entschieden sich für ihren Dompropst Christian von Weisenau. Dieser wurde im Juli oder August 1249 von dem zum Apostolischen Legaten ernannten Kölner Erzbischof Konrad von Hochstaden zum Bischof geweiht.
König und Papst verlangten vom neuen Erzbischof Gefolgschaft und Hilfe im Kampf gegen den rechtmäßigen Kaiser Friedrich II. Dem kam der als friedfertig beschriebene Christian nur widerwillig nach. Um Ostern 1251 trafen sich König Wilhelm, der Trierer Erzbischof Arnold II. von Isenburg und Heinrich von Leiningen mit dem Papst, wo sie unter anderem Klage über das zögerliche Handeln des Mainzer Erzbischofs vorbrachten. Der Kardinallegat Hugo von Santa Sabina reiste daraufhin im Juni 1251 nach Mainz, um Christian zum Rücktritt zu bewegen. Unter Zusicherung einer Entschädigung kam Christian dieser Aufforderung vermutlich noch im Juni nach. Zwei Jahre später starb er in Paris.
Die Schicksale des Mainzer Erzstuhles vom Jahr 1153 bis zum Jahr 1251 sind im Liber de calamitate ecclesiae Moguntinae überliefert, als dessen Verfasser gelegentlich Christian II. vermutet wird.